# Anax
Anax (từ tiếng Hy Lạp ἄναξ - anax, "chúa, vua") là một chi chuồn chuồn ngô. Nó chứa các loài như Anax imperator.
Chi có các loài sau:
- Anax amazili (Burmeister, 1839) – Amazon Darner[4]
- Anax bangweuluensis Kimmins, 1955 – Swamp Emperor[5]
- Anax chloromelas Ris, 1911 – Dark Emperor[6]
- Anax concolor Brauer, 1865 – Blue-spotted Comet Darner[4]
- Anax congoliath Fraser, 1953
- Anax ephippiger (Burmeister, 1839) – Vagrant ?mperor[7]
- Anax fumosus Hagen, 1867
- Anax georgius Selys, 1872 – Kimberley Emperor[8]
- Anax gibbosulus Rambur, 1842 – Green Emperor[8]
- Anax guttatus (Burmeister, 1839) – Lesser Green Emperor[8]
- Anax immaculifrons Rambur, 1842 – Magnificent Emperor[9]
- Anax imperator Leach, 1815 – Emperor Dragonfly,[10] Blue Emperor[11]
- Anax indicus Lieftinck, 1942 – Elephant Emperor[cần dẫn nguồn]
- Anax junius (Drury, 1773) – Common Green Darner[4]
- Anax longipes Hagen, 1861 – Comet Darner[4]
- Anax maclachlani  Förster, 1898
- Anax mandrakae Gauthier, 1988
- Anax nigrofasciatus Oguma, 1915 – Blue-spotted Emperor[12]
- Anax panybeus Hagen, 1867
- Anax parthenope (Selys, 1839) – Lesser Emperor[10]
- Anax piraticus Kennedy, 1934
- Anax pugnax Lieftinck, 1942
- Anax selysi Förster, 1900
- Anax speratus Hagen, 1867 – Orange Emperor[13]
- Anax strenuus Hagen, 1867 – Giant Hawaiian Darner, Pinao[14]
- Anax tristis Hagen, 1867 – Black Emperor, Magnificent Emperor[15]
- Anax tumorifer McLachlan, 1885
- Anax walsinghami McLachlan, 1882 – Giant Darner[4]

## Hình ảnh

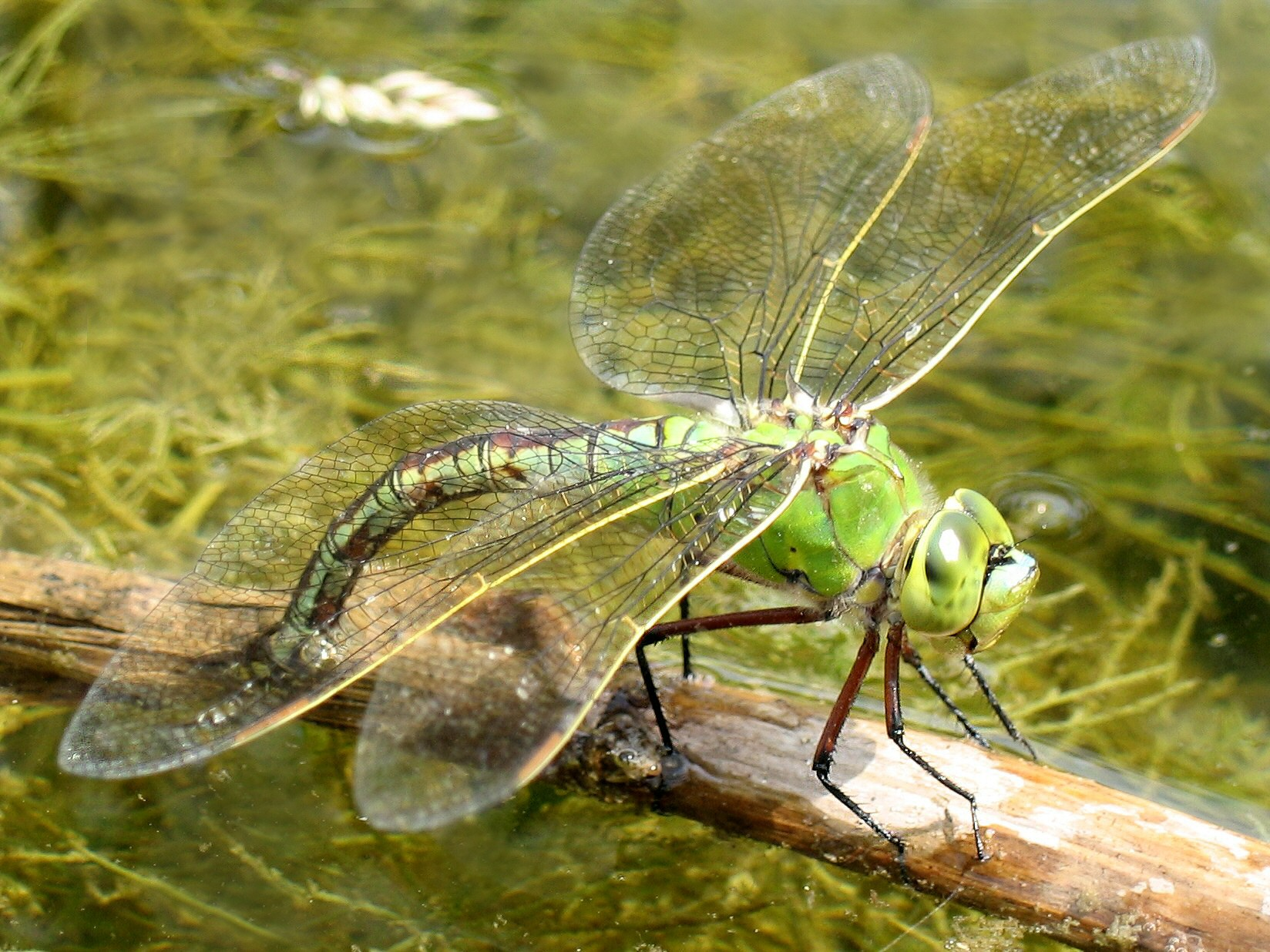
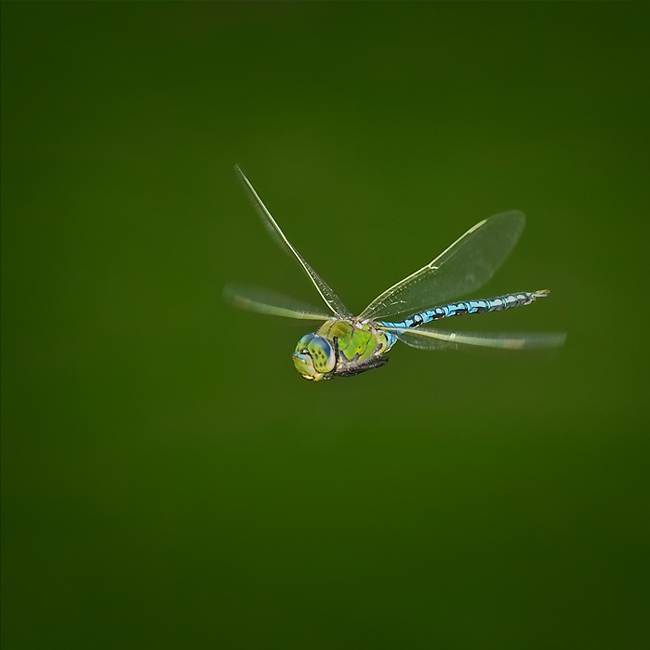
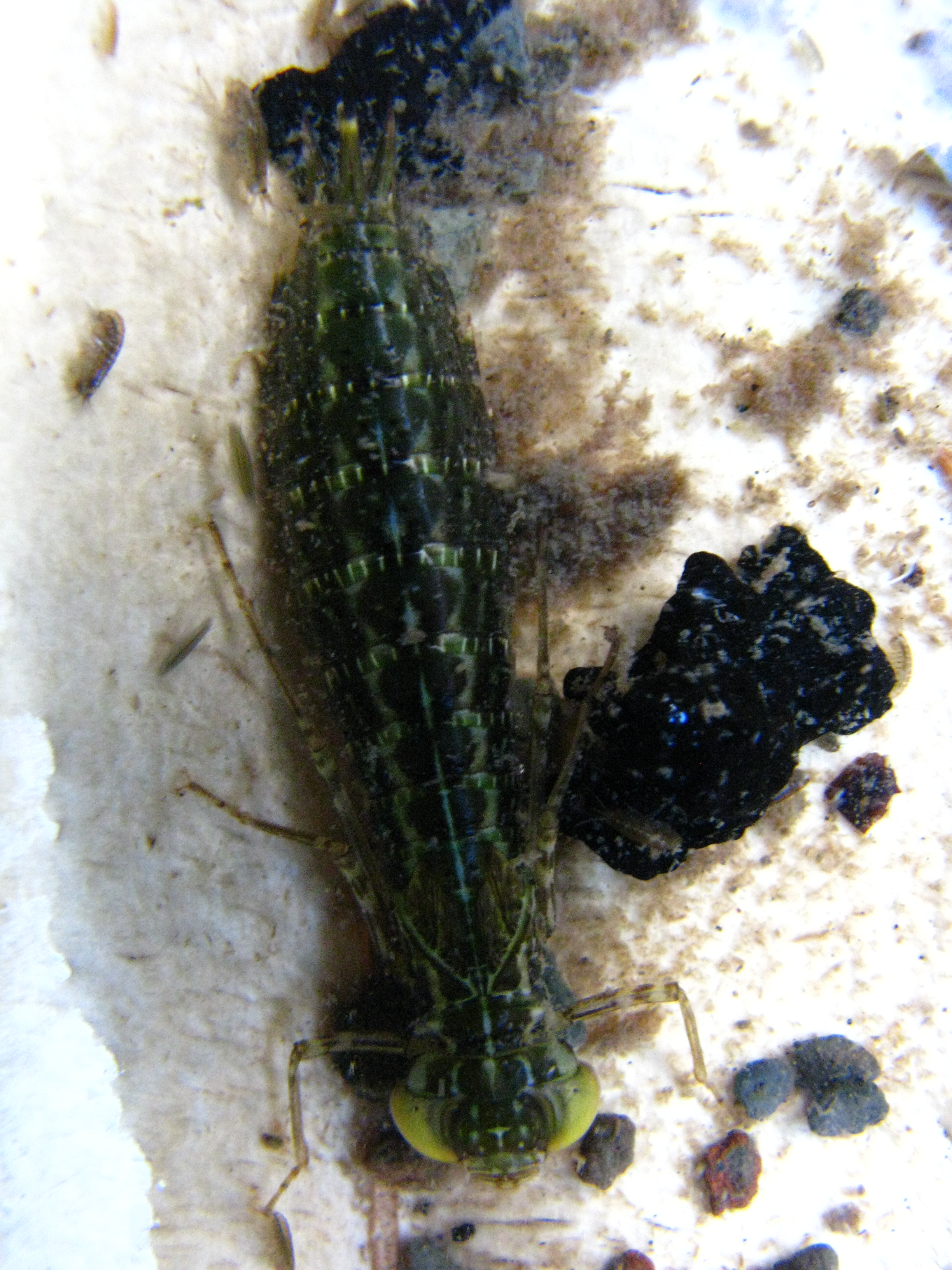
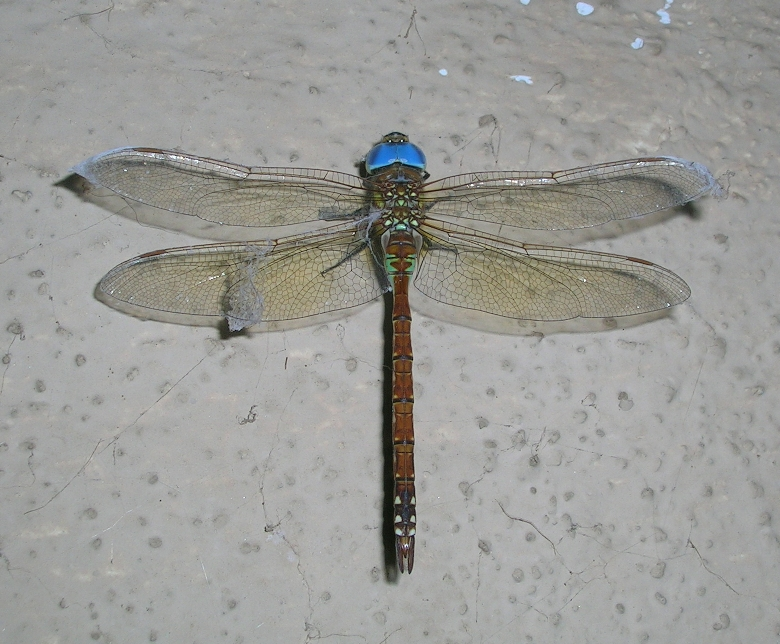